# Ruta 169 (Costa Rica)
La Ruta 169, oficialmente Ruta Nacional Secundaria 169, es una ruta nacional de Costa Rica ubicada en la provincia de Alajuela.

## Descripción
En la provincia de Alajuela, la ruta atraviesa el cantón de San Ramón (los distritos de San Ramón, San Isidro), el cantón de Palmares (los distritos de Buenos Aires, La Granja).